# アバターの受賞とノミネートの一覧
アバターの受賞とノミネートの一覧では、ジェームズ・キャメロン監督・脚本による2009年のアメリカのSF・叙事詩映画『アバター』の受賞とノミネートについて記述する。『アバター』は20世紀フォックスの配給で、2009年12月10日にロンドンでのプレミアが行われ、同年同月18日にアメリカ合衆国とカナダで公開された。3,461スクリーンで公開され、初日に約2700万ドル、公開週末で7700万ドルを稼ぎ、興行収入ランキングで1位となる。ロッテン・トマトの支持率は82%。歴代世界興行収入第1位であり、また史上初めて20億ドルを突破した作品である。
『アバター』はアカデミー賞では9部門、ゴールデングローブ賞では4部門、英国アカデミー賞では8部門、放送映画批評家協会賞では9部門にノミネートされている。2009年12月、アメリカン・フィルム・インスティチュートは「2009年の重要な出来事」として本作を選んだ。2010年初頭、『タイム』誌の2000年代の映画ベストテンで第10位に選ばれた。

## 表彰
オースティン映画批評家協会賞とダラス・フォートワース映画批評家協会賞では年間トップ10に選ばれた。フェニックス映画批評家協会では撮影賞、編集賞、美術賞、特殊効果賞を受賞し、トップ10にも選ばれた。
2010年1月、映画の影響により、中国湖南省張家界市に存在する「南天一柱」の名前が「アバター・ハレルヤ山（阿凡达-哈利路亚山）」に改名された。公園の職員によると、作中の浮遊山はこの山がインスピレーションになっているという 。

### 受賞とノミネート
| 受賞とノミネート (受賞順) | 受賞とノミネート (受賞順)              | 受賞とノミネート (受賞順)               | 受賞とノミネート (受賞順)                                                                                | 受賞とノミネート (受賞順) |
| 受賞日                    | 賞                                     | 部門                                    | 候補者                                                                                                   | 結果                      |
| ------------------------- | -------------------------------------- | --------------------------------------- | --- | ------------------------- |
| 2009年12月13日            | ニューヨーク映画批評家オンライン賞     | 作品賞                                  | ジェームズ・キャメロン ジョン・ランドー                                                                  | 受賞                      |
| 2009年12月13日            | ニューヨーク映画批評家オンライン賞     | トップ11作品                            | ジェームズ・キャメロン ジョン・ランドー                                                                  | 受賞                      |
| 2009年12月15日            | サンディエゴ映画批評家協会賞           | 監督賞                                  | ジェームズ・キャメロン                                                                                   | ノミネート                |
| 2009年12月15日            | サンディエゴ映画批評家協会賞           | 美術賞                                  | リック・カーター ロバート・ストームバーグ                                                                | ノミネート                |
| 2009年12月16日            | ダラス・フォートワース映画批評家協会賞 | トップ10作品                            | ジェームズ・キャメロン ジョン・ランドー                                                                  | 受賞                      |
| 2009年12月18日            | ラスベガス映画批評家協会賞             | 美術賞                                  | リック・カーター ロバート・ストームバーグ                                                                | 受賞                      |
| 2009年12月19日            | ヒューストン映画批評家協会賞           | 作品賞                                  | ジェームズ・キャメロン ジョン・ランドー                                                                  | ノミネート                |
| 2009年12月19日            | ヒューストン映画批評家協会賞           | 監督賞                                  | ジェームズ・キャメロン                                                                                   | ノミネート                |
| 2009年12月19日            | ヒューストン映画批評家協会賞           | 撮影賞                                  | マウロ・フィオーレ ヴィンス・ペイス                                                                      | ノミネート                |
| 2009年12月19日            | ヒューストン映画批評家協会賞           | 作曲賞                                  | ジェームズ・ホーナー                                                                                     | ノミネート                |
| 2009年12月21日            | シカゴ映画批評家協会賞                 | 撮影賞                                  | マウロ・フィオーレ                                                                                       | ノミネート                |
| 2009年12月21日            | シカゴ映画批評家協会賞                 | 作曲賞                                  | ジェームズ・ホーナー                                                                                     | ノミネート                |
| 2009年12月21日            | セントルイス映画批評家協会賞           | 視覚効果賞                              | ジョー・レッテリ スティーヴ・ローゼンバウム リチャード・バネハム アンディ・ジョーンズ                    | 受賞                      |
| 2009年12月21日            | セントルイス映画批評家協会賞           | オリジナル・革新的・創造的映画賞        | ジェームズ・キャメロン ジョン・ランドー                                                                  | 受賞                      |
| 2009年12月21日            | フロリダ映画批評家協会賞               | 撮影賞                                  | マウロ・フィオーレ                                                                                       | 受賞                      |
| 2009年12月22日            | オクラホマ映画批評家協会賞             | ベスト10作品                            | ジェームズ・キャメロン ジョン・ランドー                                                                  | 受賞                      |
| 2009年12月22日            | フェニックス映画批評家協会賞           | 撮影賞                                  | マウロ・フィオーレ                                                                                       | 受賞                      |
| 2009年12月22日            | フェニックス映画批評家協会賞           | 編集賞                                  | ジェームズ・キャメロン ジョン・ルフーア スティーブン・E・リヴキン                                        | 受賞                      |
| 2009年12月22日            | フェニックス映画批評家協会賞           | 美術賞                                  | リック・カーター ロバート・ストームバーグ                                                                | 受賞                      |
| 2009年12月22日            | フェニックス映画批評家協会賞           | 特殊効果賞                              | ジョー・レッテリ スティーヴ・ローゼンバウム リチャード・バネハム アンディ・ジョーンズ                    | 受賞                      |
| 2010年1月3日              | 全米映画批評家協会賞                   | 美術賞                                  | リック・カーター ロバート・ストームバーグ                                                                | ノミネート                |
| 2010年1月6日              | ピープルズ・チョイス・アワード         | 3D実写映画賞                            | 3D実写映画賞                                                                                             | 受賞                      |
| 2010年1月6日              | ピープルズ・チョイス・アワード         | 3Dアニメ映画賞                          | 3Dアニメ映画賞                                                                                           | 受賞                      |
| 2010年1月6日              | オンライン映画批評家協会賞             | 撮影賞                                  | マウロ・フィオーレ                                                                                       | ノミネート                |
| 2010年1月6日              | オンライン映画批評家協会賞             | 監督賞                                  | ジェームズ・キャメロン                                                                                   | ノミネート                |
| 2010年1月6日              | オンライン映画批評家協会賞             | 編集賞                                  | ジェームズ・キャメロン ジョン・ルフーア スティーブン・E・リヴキン                                        | ノミネート                |
| 2010年1月15日             | クリティクス・チョイス・アワード       | アクション映画賞                        | ジェームズ・キャメロン ジョン・ランドー                                                                  | 受賞                      |
| 2010年1月15日             | クリティクス・チョイス・アワード       | 美術賞                                  | リック・カーター ロバート・ストロンバーグ                                                                | 受賞                      |
| 2010年1月15日             | クリティクス・チョイス・アワード       | 撮影賞                                  | マウロ・フィオーレ                                                                                       | 受賞                      |
| 2010年1月15日             | クリティクス・チョイス・アワード       | 監督賞                                  | ジェームズ・キャメロン                                                                                   | ノミネート                |
| 2010年1月15日             | クリティクス・チョイス・アワード       | 編集賞                                  | ジェームズ・キャメロン ジョン・ルフーア スティーブン・E・リヴキン                                        | 受賞                      |
| 2010年1月15日             | クリティクス・チョイス・アワード       | 作品賞                                  | ジェームズ・キャメロン ジョン・ランドー                                                                  | ノミネート                |
| 2010年1月15日             | クリティクス・チョイス・アワード       | メイクアップ賞                          | メイクアップ賞                                                                                           | ノミネート                |
| 2010年1月15日             | クリティクス・チョイス・アワード       | 音響賞                                  | クリストファー・ボイズ ゲイリー・サマーズ アンディ・ネルソン トニー・ジョンソン アディソン・ティーグー   | 受賞                      |
| 2010年1月15日             | クリティクス・チョイス・アワード       | 視覚効果賞                              | ジョー・レッテリ スティーヴ・ローゼンバウム リチャード・バネハム アンディ・ジョーンズ                    | 受賞                      |
| 2010年1月17日             | ゴールデングローブ賞                   | 監督賞                                  | ジェームズ・キャメロン                                                                                   | 受賞                      |
| 2010年1月17日             | ゴールデングローブ賞                   | 作品賞 (ドラマ部門)                     | ジェームズ・キャメロン ジョン・ランドー                                                                  | 受賞                      |
| 2010年1月17日             | ゴールデングローブ賞                   | 作曲賞                                  | ジェームズ・ホーナー                                                                                     | ノミネート                |
| 2010年1月17日             | ゴールデングローブ賞                   | 主題歌賞                                | ジェームズ・ホーナー サイモン・フラングレン サディス・ハレル 「アイ・シー・ユー (アバター・愛のテーマ)」 | ノミネート                |
| 2010年1月20日             | PETAのプロギー賞                       | PETAのプロギー賞                        | ジェームズ・キャメロン                                                                                   | 受賞                      |
| 2010年1月24日             | 全米製作者組合賞                       | 作品賞                                  | ジェームズ・キャメロン ジョン・ランドー                                                                  | ノミネート                |
| 2010年1月30日             | 全米監督協会賞                         | 長編映画監督賞                          | ジェームズ・キャメロン                                                                                   | ノミネート                |
| 2010年2月6日              | サンタバーバラ国際映画祭               | Lucky Brand™ モダン・マスター賞         | ジェームズ・キャメロン                                                                                   | 受賞                      |
| 2010年2月12日             | ブラック・リール賞                     | 助演女優賞                              | ゾーイ・サルダナ                                                                                         | ノミネート                |
| 2010年2月13日             | 美術監督組合賞                         | 美術賞 (ファンタジー映画部門)           | リック・カーター ロバート・ストームバーグ                                                                | 受賞                      |
| 2010年2月14日             | 全米映画編集者協会賞                   | 長編映画編集賞 (ドラマ部門)             | ジェームズ・キャメロン ジョン・ルフーア スティーブン・E・リヴキン                                        | ノミネート                |
| 2010年2月15日             | オースティン映画批評家協会賞           | トップ10作品                            | ジェームズ・キャメロン ジョン・ランドー                                                                  | 受賞                      |
| 2010年2月18日             | ロンドン映画批評家協会賞               | 監督賞                                  | ジェームズ・キャメロン                                                                                   | ノミネート                |
| 2010年2月18日             | ロンドン映画批評家協会賞               | 作品賞                                  | ジェームズ・キャメロン ジョン・ランドー                                                                  | ノミネート                |
| 2010年2月20日             | アイルランド映画テレビ賞               | 国際映画賞                              | ジェームズ・キャメロン ジョン・ランドー                                                                  | ノミネート                |
| 2010年2月20日             | 全米脚本家組合賞                       | オリジナル脚本賞                        | ジェームズ・キャメロン                                                                                   | ノミネート                |
| 2010年2月20日             | ゴールデンリール賞                     | 音響効果賞 (音楽部門)                   | 音響効果賞 (音楽部門)                                                                                    | 受賞                      |
| 2010年2月20日             | ゴールデンリール賞                     | 音響効果賞 (ダイアログ部門)             | 音響効果賞 (ダイアログ部門)                                                                              | ノミネート                |
| 2010年2月20日             | ゴールデンリール賞                     | 音響効果賞 (音響効果・フォーリー部門)   | 音響効果賞 (音響効果・フォーリー部門)                                                                    | 受賞                      |
| 2010年2月21日             | 英国アカデミー賞                       | 作品賞                                  | ジェームズ・キャメロン ジョン・ランドー                                                                  | ノミネート                |
| 2010年2月21日             | 英国アカデミー賞                       | 監督賞                                  | ジェームズ・キャメロン                                                                                   | ノミネート                |
| 2010年2月21日             | 英国アカデミー賞                       | 作曲賞                                  | ジェームズ・ホーナー                                                                                     | ノミネート                |
| 2010年2月21日             | 英国アカデミー賞                       | 撮影賞                                  | マウロ・フィオーレ                                                                                       | ノミネート                |
| 2010年2月21日             | 英国アカデミー賞                       | 編集賞                                  | ジェームズ・キャメロン ジョン・ルフーア スティーブン・E・リヴキン                                        | ノミネート                |
| 2010年2月21日             | 英国アカデミー賞                       | 美術賞                                  | リック・カーター ロバート・ストームバーグ キム・シンクレア                                               | 受賞                      |
| 2010年2月21日             | 英国アカデミー賞                       | 音響賞                                  | クリストファー・ボイズ ゲイリー・サマーズ アンディ・ネルソン トニー・ジョンソン アディソン・ティーグー   | ノミネート                |
| 2010年2月21日             | 英国アカデミー賞                       | 特殊効果賞                              | ジョー・レッテリ スティーヴ・ローゼンバウム リチャード・バネハム アンディ・ジョーンズ                    | 受賞                      |
| 2010年2月23日             | リュミエール賞                         | 3D実写映画賞                            | ジェームズ・キャメロン ジョン・ランドー                                                                  | 受賞                      |
| 2010年2月23日             | リュミエール賞                         | 3Dキャラクター賞                        | ネイティリ                                                                                               | 受賞                      |
| 2010年2月23日             | リュミエール賞                         | 3D場面賞                                | ジェイクの初飛行シーン                                                                                   | 受賞                      |
| 2010年2月23日             | リュミエール賞                         | 3Dステレオグラフィー (実写映画部門)     | 3Dステレオグラフィー (実写映画部門)                                                                      | 受賞                      |
| 2010年2月23日             | リュミエール賞                         | 3D視覚効果賞                            | 3D視覚効果賞                                                                                             | 受賞                      |
| 2010年2月23日             | リュミエール賞                         | 3Dマーケット・コンテンツ賞              | 20世紀フォックス                                                                                         | 受賞                      |
| 2010年2月25日             | アメリカ衣装デザイナー組合賞           | 衣装デザイン賞 (ファンタジー映画部門)   | マヤ・C・ルベオ デボラ・リン・スコット                                                                   | ノミネート                |
| 2010年2月26日             | NAACPイメージ・アワード                | 助演女優賞                              | ゾーイ・サルダナ                                                                                         | ノミネート                |
| 2010年2月27日             | アメリカ撮影監督協会賞                 | 撮影賞 (劇場用映画部門)                 | マウロ・フィオーレ                                                                                       | ノミネート                |
| 2010年2月27日             | アメリカ録音監督組合賞                 | 録音賞                                  | クリストファー・ボイズ ゲイリー・サマーズ アンディ・ネルソン トニー・ジョンソン                          | ノミネート                |
| 2010年2月27日             | セザール賞                             | 外国語映画賞                            | ジェームズ・キャメロン ジョン・ランドー                                                                  | ノミネート                |
| 2010年2月28日             | 視覚効果監督組合賞                     | 生涯功労賞                              | ジェームズ・キャメロン                                                                                   | 受賞                      |
| 2010年2月28日             | 視覚効果監督組合賞                     | 視覚効果賞                              | リチャード・バネハム ジョイス・コックス ジョー・レッテリ アイリーン・モラン                              | 受賞                      |
| 2010年2月28日             | 視覚効果監督組合賞                     | 単独視覚効果賞                          | 「クオリッチの脱出」 Jill Brooks John Knoll Frank Losasso Petterson Tory Mercer                          | ノミネート                |
| 2010年2月28日             | 視覚効果監督組合賞                     | 単独視覚効果賞                          | 「Neytiri Drinking」 Thelvin Cabezas ジョイス・コックス ジョー・レッテリ アイリーン・モラン              | 受賞                      |
| 2010年2月28日             | 視覚効果監督組合賞                     | アニメーションキャラクター賞 (実写部門) | アンドリュー・R・ジョーンズ ジョー・レッテリ ゾーイ・サルダナ Jeff Unay                                  | 受賞                      |
| 2010年2月28日             | 視覚効果監督組合賞                     | マット・ペインティング賞                | 「惑星パンドラ」 Jean-Luc Azzis Peter Baustaedter Brenton Cottman Yvonne Muinde                          | 受賞                      |
| 2010年2月28日             | 視覚効果監督組合賞                     | モデル・ミニチュア賞                    | Simon Cheung Paul Jenness John Stevenson-Galvin Rainer Zoettl                                            | 受賞                      |
| 2010年2月28日             | 視覚効果監督組合賞                     | 背景賞                                  | 「ハレルヤ・マウンテン」 Dan Lemmon Keith F. Miller Cameron Smith                                        | ノミネート                |
| 2010年2月28日             | 視覚効果監督組合賞                     | 背景賞                                  | 「ジャングル/Biolume」 Shadi Almassizadeh Jessica Cowley Dan Cox Ula Rademeyer Eric Saindon              | 受賞                      |
| 2010年2月28日             | 視覚効果監督組合賞                     | 背景賞                                  | 「柳の空き地」 Thelvin Cabezas Miae Kang Daniel Macarin Guy Williams                                     | ノミネート                |
| 2010年2月28日             | 視覚効果監督組合賞                     | 合成賞                                  | Erich Eder Robin Hollander Giuseppe Tagliavini Erik Winquist                                             | ノミネート                |
| 2010年2月28日             | 視覚効果監督組合賞                     | 合成賞                                  | 「最終決戦」 Jay Cooper Beth D'Amato Eddie Pasquarello Todd Vaziri                                       | ノミネート                |
| 2010年3月7日              | アカデミー賞                           | 作品賞                                  | ジェームズ・キャメロン ジョン・ランドー                                                                  | ノミネート                |
| 2010年3月7日              | アカデミー賞                           | 監督賞                                  | ジェームズ・キャメロン                                                                                   | ノミネート                |
| 2010年3月7日              | アカデミー賞                           | 美術賞                                  | 美術監督: リック・カーター ロバート・ストームバーグ 装置監督: キム・シンクレア                           | 受賞                      |
| 2010年3月7日              | アカデミー賞                           | 撮影賞                                  | マウロ・フィオーレ                                                                                       | 受賞                      |
| 2010年3月7日              | アカデミー賞                           | 編集賞                                  | ジェームズ・キャメロン ジョン・ルフーア スティーブン・E・リヴキン                                        | ノミネート                |
| 2010年3月7日              | アカデミー賞                           | 作曲賞                                  | ジェームズ・ホーナー                                                                                     | ノミネート                |
| 2010年3月7日              | アカデミー賞                           | 音響編集賞                              | クリストファー・ボイズ グウェンドリン・ジャテ・ウィットル                                                | ノミネート                |
| 2010年3月7日              | アカデミー賞                           | 録音賞                                  | クリストファー・ボイズ ゲイリー・サマーズ アンディ・ネルソン トニー・ジョンソン                          | ノミネート                |
| 2010年3月7日              | アカデミー賞                           | 視覚効果賞                              | ジョー・レッテリ スティーヴ・ローゼンバウム リチャード・バネハム アンドリュー・R・ジョーンズ             | 受賞                      |
| 2010年3月27日             | キッズ・チョイス・アワード             | キュート・カップル賞                    | サム・ワーシントン ゾーイ・サルダナ                                                                      | ノミネート                |
| 2010年3月27日             | キッズ・チョイス・アワード             | 映画女優賞                              | ゾーイ・サルダナ                                                                                         | ノミネート                |
| 2010年3月28日             | エンパイア賞                           | 作品賞                                  | ジェームズ・キャメロン ジョン・ランドー                                                                  | 受賞                      |
| 2010年3月28日             | エンパイア賞                           | SF・ファンタジー賞                      | ジェームズ・キャメロン ジョン・ランドー                                                                  | ノミネート                |
| 2010年3月28日             | エンパイア賞                           | 主演男優賞                              | サム・ワーシントン                                                                                       | ノミネート                |
| 2010年3月28日             | エンパイア賞                           | 主演女優賞                              | ゾーイ・サルダナ                                                                                         | 受賞                      |
| 2010年3月28日             | エンパイア賞                           | 監督賞                                  | ジェームズ・キャメロン                                                                                   | 受賞                      |
| 2010年6月6日              | MTVムービー・アワード                  | 作品賞                                  | 作品賞                                                                                                   | ノミネート                |
| 2010年6月6日              | MTVムービー・アワード                  | 主演女優賞                              | ゾーイ・サルダナ                                                                                         | ノミネート                |
| 2010年6月6日              | MTVムービー・アワード                  | 悪役賞                                  | スティーヴン・ラング                                                                                     | ノミネート                |
| 2010年6月6日              | MTVムービー・アワード                  | 格闘シーン賞                            | サム・ワーシントン vs. スティーヴン・ラング                                                              | ノミネート                |
| 2010年6月6日              | MTVムービー・アワード                  | キス・シーン賞                          | ゾーイ・サルダナ サム・ワーシントン                                                                      | ノミネート                |
| 2010年6月24日             | サターン賞                             | SF映画賞                                | ジェームズ・キャメロン ジョン・ランドー                                                                  | 受賞                      |
| 2010年6月24日             | サターン賞                             | 主演男優賞                              | サム・ワーシントン                                                                                       | 受賞                      |
| 2010年6月24日             | サターン賞                             | 主演女優賞                              | ゾーイ・サルダナ                                                                                         | 受賞                      |
| 2010年6月24日             | サターン賞                             | 助演男優賞                              | スティーヴン・ラング                                                                                     | 受賞                      |
| 2010年6月24日             | サターン賞                             | 助演女優賞                              | シガニー・ウィーバー                                                                                     | 受賞                      |
| 2010年6月24日             | サターン賞                             | 監督賞                                  | ジェームズ・キャメロン                                                                                   | 受賞                      |
| 2010年6月24日             | サターン賞                             | 脚本賞                                  | ジェームズ・キャメロン                                                                                   | 受賞                      |
| 2010年6月24日             | サターン賞                             | 音楽賞                                  | ジェームズ・ホーナー                                                                                     | 受賞                      |
| 2010年6月24日             | サターン賞                             | 美術賞                                  | クリストファー・ボイズ ゲイリー・サマーズ アンディ・ネルソン トニー・ジョンソン                          | 受賞                      |
| 2010年6月24日             | サターン賞                             | 特殊効果賞                              | リック・カーター ロバート・ストームバーグ                                                                | 受賞                      |
| 2010年8月8日              | ティーン・チョイス・アワード           | SF映画賞                                | SF映画賞                                                                                                 | 受賞                      |
| 2010年8月8日              | ティーン・チョイス・アワード           | SF女優賞                                | ゾーイ・サルダナ                                                                                         | 受賞                      |
| 2010年8月8日              | ティーン・チョイス・アワード           | SF男優賞                                | サム・ワーシントン                                                                                       | 受賞                      |
| 2010年8月8日              | ティーン・チョイス・アワード           | 悪役賞                                  | スティーヴン・ラング                                                                                     | ノミネート                |
| 2010年8月8日              | ティーン・チョイス・アワード           | 格闘賞                                  | サム・ワーシントン vs. スティーヴン・ラング                                                              | ノミネート                |
| 2010年8月8日              | ティーン・チョイス・アワード           | 癇癪賞                                  | ジョヴァンニ・リビシ                                                                                     | ノミネート                |
| 2010年9月2日              | ヒューゴ賞                             | 長編映像部門                            | ジェームズ・キャメロン                                                                                   | ノミネート                |
| 2010年10月16日            | スクリーム賞                           | 監督賞                                  | ジェームズ・キャメロン                                                                                   | 受賞                      |
| 2010年10月16日            | スクリーム賞                           | F/X賞                                   | F/X賞 | 受賞                      |
| 2010年10月16日            | スクリーム賞                           | 作品賞                                  | 作品賞                                                                                                   | ノミネート                |
| 2010年10月16日            | スクリーム賞                           | SF映画賞                                | SF映画賞                                                                                                 | ノミネート                |
| 2010年10月16日            | スクリーム賞                           | SF女優賞                                | ゾーイ・サルダナ                                                                                         | ノミネート                |
| 2010年10月16日            | スクリーム賞                           | 悪役賞                                  | スティーヴン・ラング                                                                                     | ノミネート                |
| 2010年10月16日            | スクリーム賞                           | 助演女優賞                              | シガニー・ウィーバー                                                                                     | ノミネート                |
| 2010年10月16日            | スクリーム賞                           | ファイトシーン賞                        | ナヴィと軍隊の戦い                                                                                       | ノミネート                |
| 2010年10月16日            | スクリーム賞                           | 3D賞                                    | 3D賞 | 受賞                      |
| 2010年10月17日            | エンバイロンメント・メディア賞         | 長編映画賞                              | 長編映画賞                                                                                               | 受賞                      |